# Li Yan (volleybollspelare)
Li Yan, född 1 maj 1976 i Fuzhou, är en kinesisk före detta volleybollspelare. Hon blev olympisk silvermedaljör i volleyboll vid sommarspelen 1996 i Atlanta.